# Srédniye Chelbasy
Srédniye Chelbasy (del ruso: Средние Челбасы) es un jútor del raión de Kanevskaya del krai de Krasnodar, en el sur de Rusia. Está situado en la orilla izquierda del río Sredni Chelbas, 15 km al oeste de Kanevskaya y 111 km al norte de Krasnodar, la capital del krai. Tenía 738 habitantes en 2010
Pertenece al municipio Kanevskoye.